# Ferdinand d'Huart
Ferdinand d'Huart dit Fernand ou Fenny, né le 14 mars 1858 dans la localité de Sonlez à Winseler et mort le 27 janvier 1919 dans le quartier de Merl à Luxembourg, est un peintre luxembourgeois. 

## Biographie
Il étudie à l'Académie des beaux-arts de Munich et de Paris. Il est alors l'élève du peintre français Alexandre Cabanel. Par la suite, il enseigne le dessin dans une pension, le Collège de Juilly et peint en parallèle.
Dans les années 1890, il fait notamment des portraits d'Emmanuel Servais, de son ami Frantz Heldenstein ou encore de sa femme, Marthe, et de sa sœur.
Vers la fin des années 1890, le grand-duc Adolphe fait rénover et remanier le palais grand-ducal. Ferdinand d'Huart reçoit alors différentes commandes, dont des copies de portraits de Guillaume I, Guillaume II et Guillaume III et Guillaume IV.
En 1902, la séparation de l'Eglise et de l'Etat en France implique la fermeture du Collège des Oratoriens et il retourne au Luxembourg pour devenir professeur de dessin à l'Athénée de Luxembourg.
En tant que peintre, il se fait principalement connaître à travers des portraits de membres de la famille grand-ducale et des sujets floraux.
De 1910 à 1919, Ferdinand d'Huart est président du Cercle artistique de Luxembourg.

## Vie privée
Il se marie avec Marthe Lecluse de Messempre issue de Carignan.
Il a avec elle trois enfants : Adrienne, Andrée et Roger. Adrienne, née en 1892 et décédée en 1984, est également peintre.

## Postérité
Une rue est nommée en son honneur à Bonnevoie.

## Peintures (sélection)

Galerie de peintures
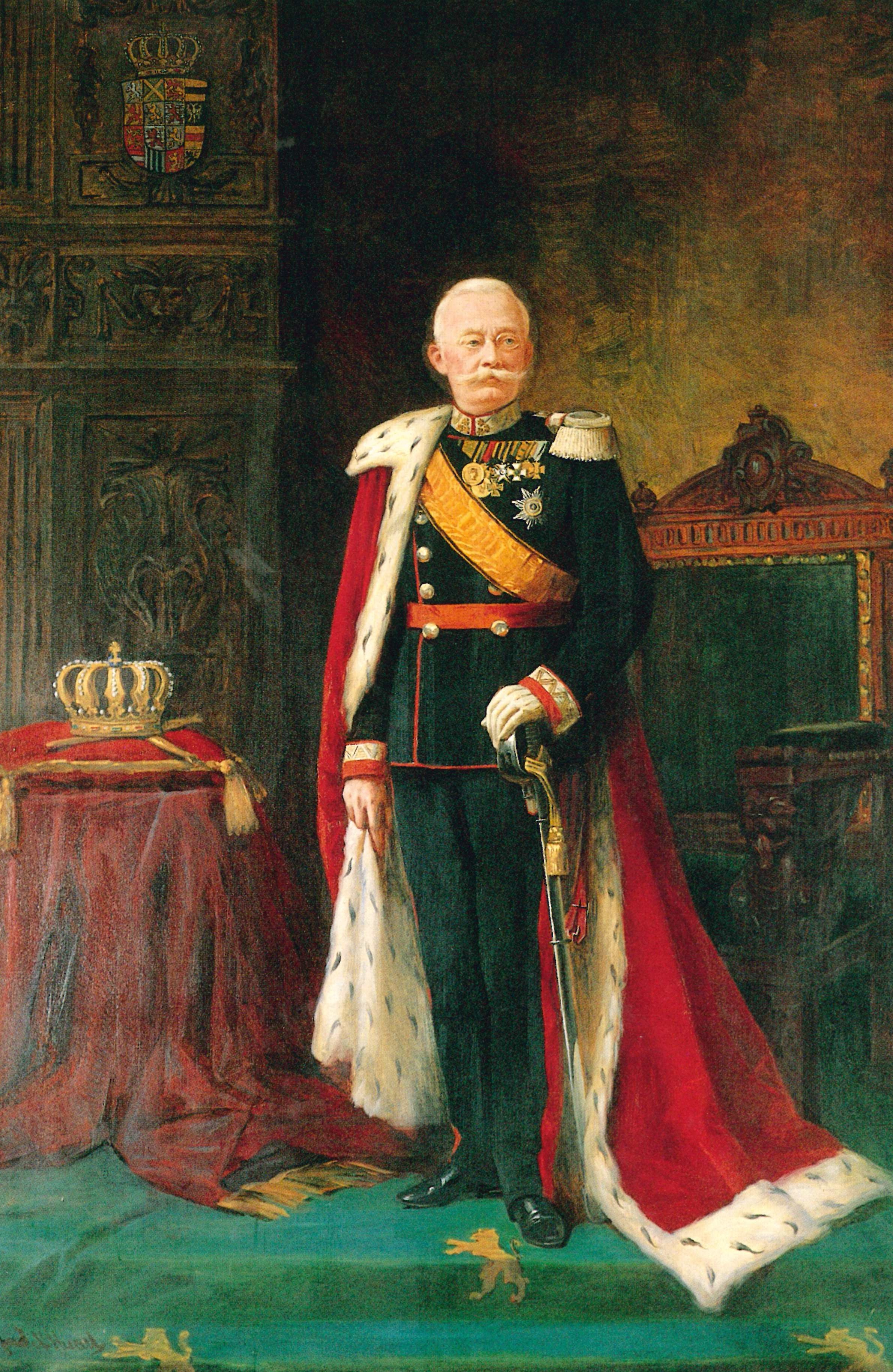
Portrait du grand-duc Adolphe.
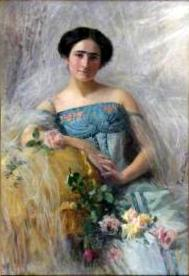
Élégante aux roses
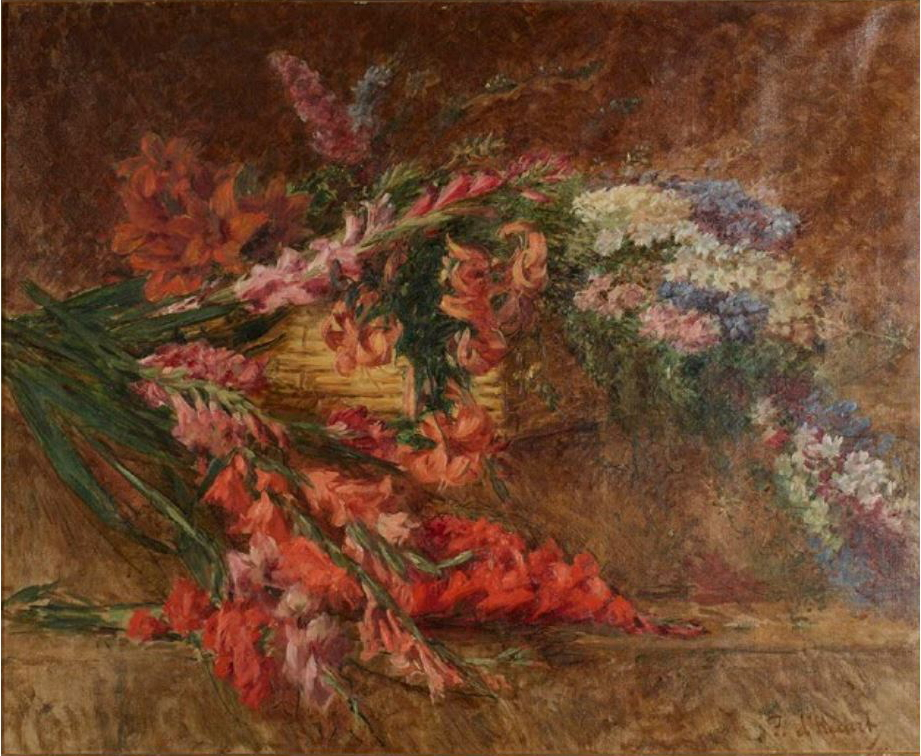
Bouquet de fleurs

## Expositions (sélection)
- Avril 1919 : Casino Luxembourg (lb)[3]

## Distinctions
- Chevalier de l'Ordre de la Couronne de chêne[1]
- Chevalier de l'Ordre de la Couronne de Belgique